# ニューヨーク市歴史建造物保存委員会
座標: 北緯40度42分47秒 西経74度00分14秒 / 北緯40.71295度 西経74.00377度

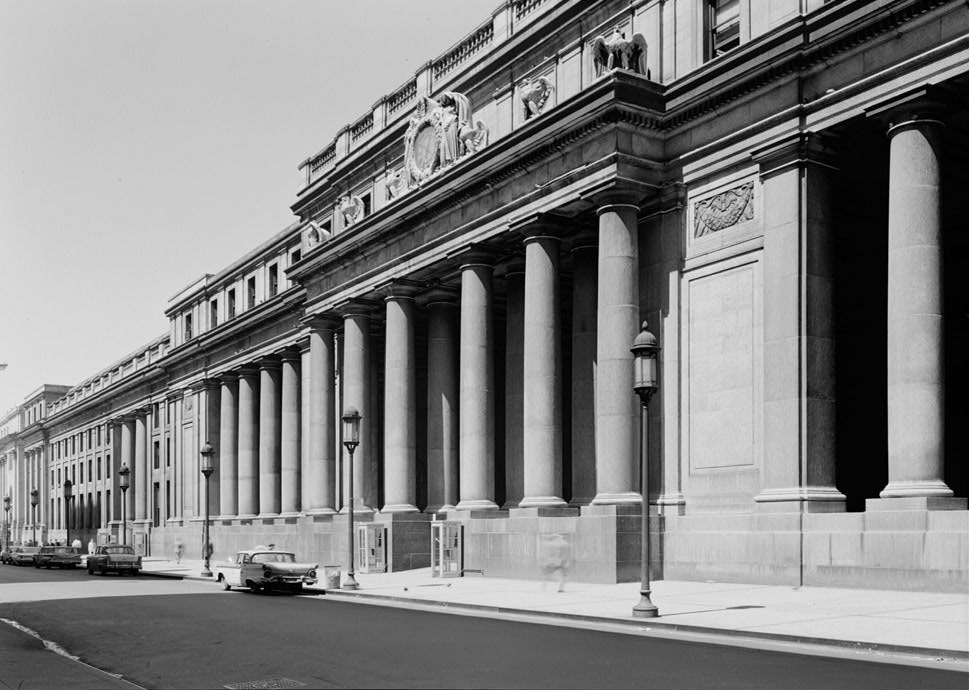
初代ペンシルベニア駅舎の解体は、委員会設立へとつながる歴史保存運動が高まる大きなきっかけとなった。

ニューヨーク市歴史建造物保存委員会 (New York City Landmarks Preservation Commission, LPC) は、ニューヨーク市の歴史建造物保存 (Historic preservation) 法の施行に責任を持つニューヨーク市の機関である。

## 概要
ニューヨーク市歴史建造物保存委員会は1965年4月にニューヨーク市長ロバート・ワグナー・ジュニアによって設立された。これは、その前年の1964年に初代ペンシルベニア駅舎がマディソン・スクエア・ガーデンの建設のために解体されたことが大きく関わっている。この委員会はニューヨーク市の建築的、歴史的および文化的に重要な建造物および場所に歴史建造物（ランドマーク）または歴史地区（ヒストリック・ディストリクト）の地位を認定し、登録建造物へ規制を与えることで、保護する任務を持つ。これはアメリカで最大の自治体レベルでの歴史保存機関である。
歴史建造物保存委員会は11名の委員により構成され、そのメンバーには最低3名の建築家、1名の歴史家、1名の都市計画家またはランドスケープアーキテクト、1名の不動産仲介業者、そして各行政区から最低1名の住人が参加していなければならないことが法によって定められている。
歴史建造物保存法 (Landmarks Preservation Law) では、登録される建物は最低で築30年以上でなければならないという基準を定めている。市の法律は、委員会の決定から90日以内に上告が満たされれば、その決定は撤回されるよう定めている。

## 役割
ニューヨーク市の歴史建造物保存法の目的は、ニューヨーク市の景観を良くする美学的および歴史的に重要な建物、構造物、およびその他の対象を保全することである。歴史建造物保存委員会はどの資産（物件）が歴史建造物の地位にふさわしいかを決定し、これらの資産の美学的および歴史的な特質を保護するための規制を制定することに対して責任を持つ。これらの規制は基本的に、資産の所有者がその資産の建築的重要性を保全しつつも、その資産を維持・使用し続けることを認めるよう策定されている。この委員会は建築的に重要な建物だけではなく、歴史地区として登録されている地区・場所のあらゆる歴史的価値の保護に努める。委員会は市を構成する5つの行政区の登録された歴史的建造物の監督に責任を持つ。例えば、俳優エドウィン・フォレストのために1852年に建てられたノース・ブロンクスのフォントヒル城、ベンジャミン・フランクリンとジョン・アダムズ が出席した独立戦争の終結を目指して開かれた会議が行われた場所である1670年代のスタテンアイランドのカンファレンス・ハウスなどが歴史建造物登録されており、委員会によって管理されている。
委員会は、市の歴史建造物の歴史的に重要な特徴が改変されることを規制し、保護するよう務める。委員会の役割は時代の流れ、特に市の不動産市場の変化に合わせて改定されてきている。

## 歴史

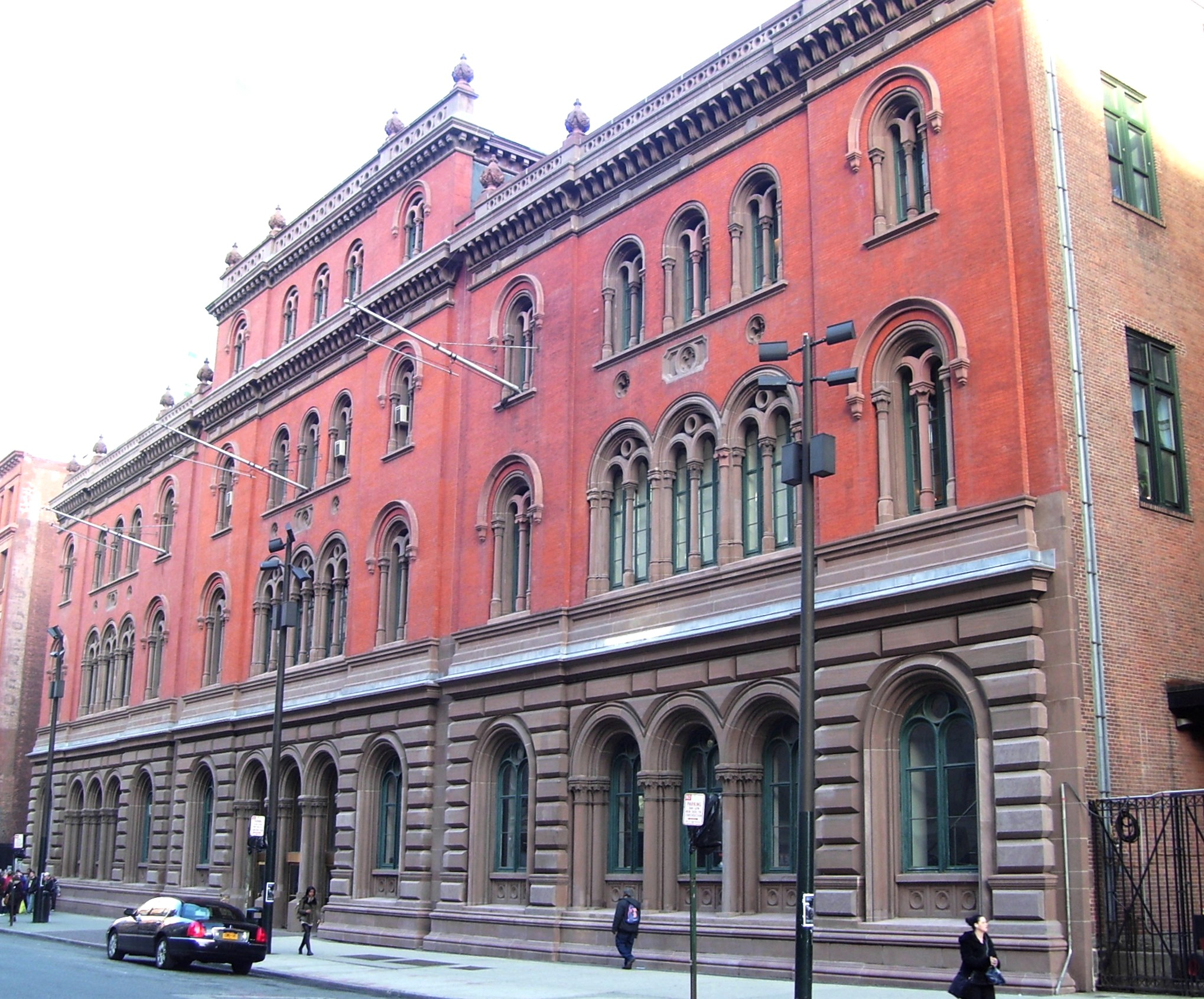
アスター・ライブラリは、1965年に委員会の最初の公聴会にかけられた建築物である。

歴史建造物保存委員会は1965年に、ロバート・ワグナー・ジュニア市長が署名し施行された画期的な法案を通じて設立された。この背景には、市内の多くの歴史的に重要な建造物、とりわけペンシルベニア駅、が再開発によって解体されてきたことがある。
歴史建造物保存委員会の最初の公聴会は1965年9月に行われた。これは、マンハッタンのラファイエット・ストリートに建つアスター・ライブラリの存続を巡って催された。結果、この建物はニューヨーク市歴史建造物として登録されることとなり、ザ・パブリック・シアターとして再利用されることとなった。25年後、この委員会はニューヨーク市の自治体としてのアイデンティティを保存し、多くの地区の市場価値を高めたと、デイヴィッド・ディンキンズ 市長によって功績を称えられた。この成功は、委員会の決定が市の都市開発者たちによって基本的に受け入れられてきたことによる。
委員会の本部は、1980年から1987年まで旧ニューヨーク・イブニング・ポスト・ビルに置かれていた。
委員会およびその選考過程がエド・コッチ 市長によって1985年に創設されたパネル（小委員会）による審査を経ていた1989年、歴史建造物認定を与える建造物の選考過程を見直す決定がなされた。これは委員会の運営方法に幾つかの問題が指摘されたことと、委員会が設立された当時ほど歴史建造物の解体活動が切迫しなくなったことによる。
設立から25年間で、856の建物、79のインテリア、そして9の公園または野外の場所が歴史建造物に登録され、52の近隣住区における15,000以上の建物が歴史地区として宣言された。2014年4月16日現在、31,000以上の歴史建造物登録された資産が市内には存在する。そのほとんどは110の歴史地区と20の拡張歴史地区内に存在する。保存対象の場所は1,332の個体（建物）、115のインテリア、および10の景観がある。これらのいくつかはアメリカ合衆国国定歴史建造物 (NHL) に、多くはアメリカ合衆国国家歴史登録財 (NRHP) にも登録されている。

### 主要な判決
委員会による最も重大な決定の一つに、グランド・セントラル駅の保存がある。これにはジャクリーン・ケネディ・オナシスの支援もあった。1978年、合衆国最高裁判所がペン・セントラル鉄道対ニューヨーク市裁判における法律を支持し、ペン・セントラル鉄道による駅舎の破壊と高層ビル建設が差し止められた。この成功は、旧ペンシルベニア駅の破壊を受けて設立されたこの委員会による、歴史建築物破壊行為に対抗する大きな功績と認められている。
1989年にはレディズ・マイル歴史地区が登録された。登録価値に関して、最も疑問を呼んだ資産の一つは2 コロンバス・サークル。
グリニッジ・ヴィレッジのストーンウォール・インのような文化資産は、その建築的価値よりもその場所の歴史的価値が認められている。